# 클라우드 로봇
클라우드 로봇(cloud robot)이란 웹 기반의 클라우드 환경을 활용한 로봇을 일컫는다. 즉 로봇의 몸체는 입력된 환경을 클라우드로 보내 이에 맞는 정보를 클라우드에서 명령 받아 실행하는 매개체로써의 역할을 담당한다. 따라서 로봇의 뇌의 역할을 하는 클라우드에서는 복잡한 모션 생성, 환경 인지, 지식 검색 등의 고차원적 수행을 담당한다.

## 정의

### 클라우드

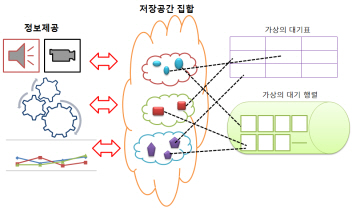
클라우드 컴퓨팅 개념도

클라우드란 인터넷 웹 기반의 복잡한 인프라 구조를 의미한다. 구름에서 비가 내리듯이 사용자는 원하는 정보, 소프트웨어 혹은 데이터를 내려 받아 사용할 수 있다는 의미에서 클라우드라 명명되었다. 이러한 클라우드 서비스는 이제 클라우드 컴퓨팅이란 새로운 IT 시대를 열었다. 1980년대 이전 대형 컴퓨터인 메인 프레임이 정보처리를 담당하였고 그 이후, 분산형 컴퓨팅 시대가 열렸다. 이로써 사용자 개별적인 컴퓨터 사용이 가능했으며, 중앙 집중적으로 이루어지던 정보 처리는 분산적으로 이루어졌다. 그리고 2000년 이후 등장한 클라우드 컴퓨팅 기술은 정보를 통합하고 공유하고 분배할 수 있는 서비스를 구축하였다. 이 때 사용자는 각각의 하드웨어를 이 클라우드에 연결시켜 각자가 가진 물리적 장비나 저장공간이 갖는 용량의 한계를 넘어 언제, 어디서든 정보를 얻을 수 있다.
따라서 모바일 개체들은 원격으로 클라우드에 저장되어 있는 대용량의 정보들을 취사 선택하여 사용할 수 있을 뿐 아니라 클라우드를 통한 사용자들 간의 정보 공유도 가능하다. 이러한 클라우드 서비스는 비용 절감에 있어 큰 기대 효과를 갖는다. IT 인프라에 대한 투자 비용 절감과 추가 설비 투자 비용 등을 절감 할 수 있다. 또한 시스템에 있어 오류가 발생하였을 경우, 시스템에 대한 접근성이 매우 높기 때문에 빠른 시정이 가능하다. 무엇보다 이전의 경우, 사업자/개발자만이 서비스 제공이 가능했다면 이제는 열려있는 클라우드를 통해 사용자도 서비스를 제공할 수 있으며, 가상의 저장공간을 사용하기 때문에 연결 기기만 있다면 사용자 모두 동일한 사용 환경을 제공 받을 수 있다. 또한 콘텐츠 개발에 있어서도 중복 개발 등의 방지를 통한 비용 절감도 기대할 수 있다.

### 클라우드 로봇
클라우드 로봇은 클라우드 컴퓨팅 기술을 로봇에 적용시킨 것이다. 로봇은 강제 노동을 의미하는 체코어 'Robota'에서 나온 말로써 체코 작가 카렐 차페크의 희곡 <로섬의 인조인간(원제: Rossum's Universal Robot)>(1920)에서 최초로 쓰였다. 어떤 작업이나 조작을 자동적으로 하는 기계장치로써 산업형 로봇, 지능형 로봇, 안드로이드, 사이보그 등 다양한 목적과 형태로 발전해 왔으며, 흔히 인간과 비슷한 형태를 가지고 걷기도 하고 말도 하는 기계 장치를 칭한다.
로봇이 점점 더 복잡한 환경을 인지하고 인간과 보다 자연스럽게 커뮤니케이션을 하기 위해서는 기하급수적인 방대한 데이터를 필요로 한다. 하지만 기존의 로봇은 이러한 방대한 정보를 저장하고 처리할 수 없기 때문에 이러한 기능을 몸체와 분리시키는 클라우드 로봇이 고안되었다. 클라우드 로봇은 기존 로봇과 다르게 해당 정보를 모두 원격에 저장하고 처리함으로써 가상의 저장 공간인 클라우드의 용량에 따라 무한의 정보를 저장하고 다양한 명령을 받아 실행한다.
이처럼 클라우드 로봇은 기존 로봇이 가졌던 물리상의 한계를 극복하고 개별 로봇이 자체적으로 원격에 저장된 정보를 상황에 맞게 사용할 수 있도록 했다는 점에서 기존 로봇의 한계를 극복했다. 로봇의 정보 처리를 더욱 빠르고 정밀하게 만들 수 있기 때문에 개발이 집중되고 있는 로봇 공학 계의 최신 동향이다. 즉, 로봇에 들어가는 컴퓨팅 파워를 줄이고 웹 기반의 서버에서 사용하여 대용량의 데이터와 같은 서비스를 로봇 몸체에 전부 저장하는 것이 아니라 클라우드에서 제공받는 것이다. 이를 통해 로봇이 몸체로써 하드웨어 역할을 하며, 동작 환경에 맞게 로봇에게 필요한 자원을 최대한 활용할 수 있게 된다. 이를 통해 다양한 분야에서 저비용으로 로봇 서비스의 창출이 확대될 수 있다.

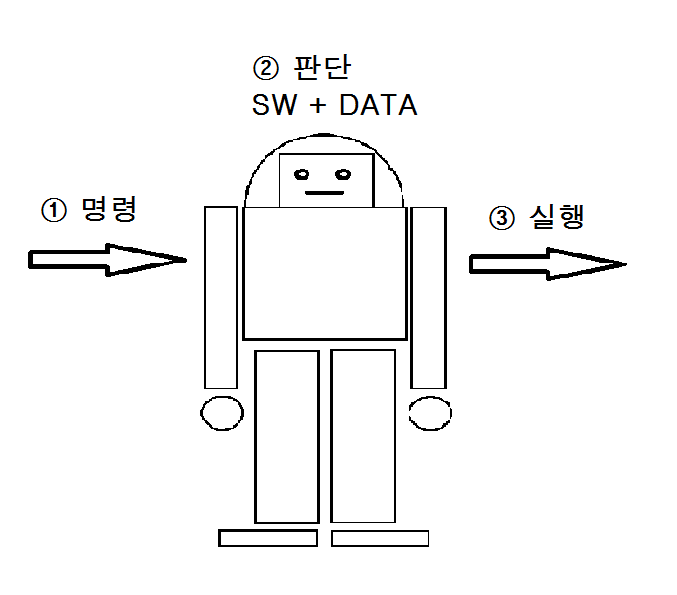
기존 로봇의 작동 원리

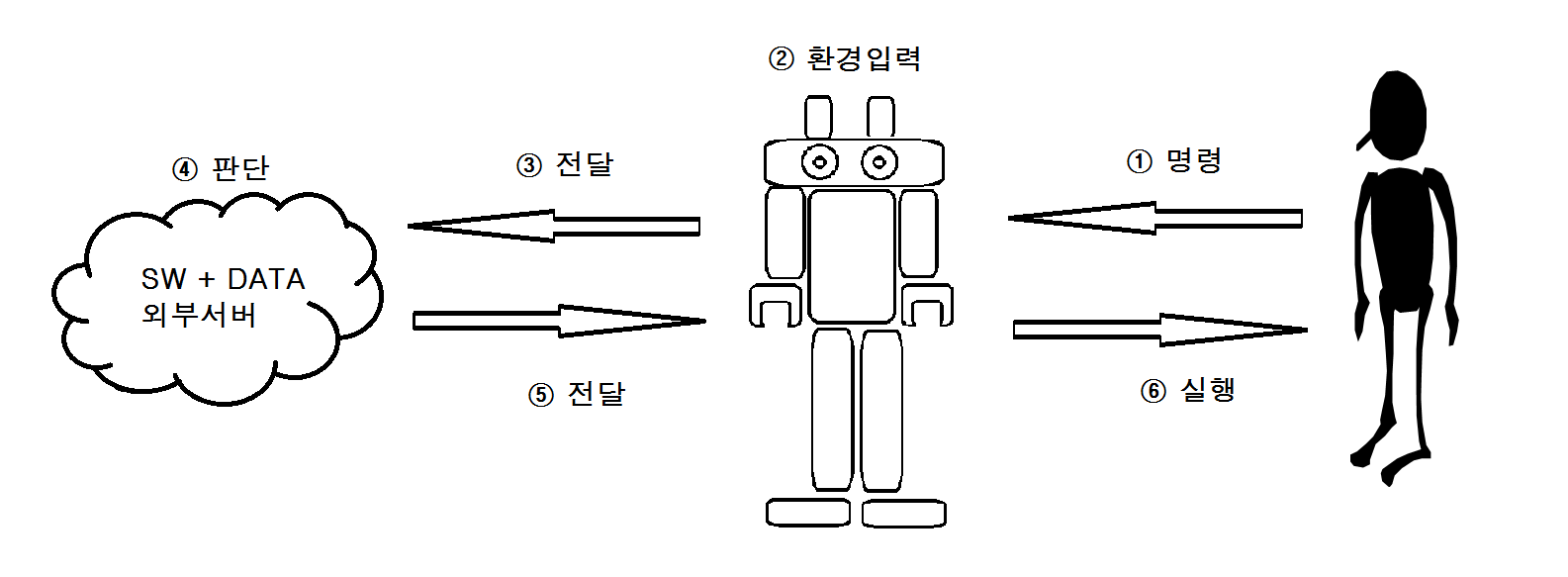
클라우드 로봇의 작동 원리

## 클라우드 로봇 유형
유형1. 단순하게 로봇의 전산 처리 능력에 문제가 발생했을 경우에 로봇은 이 문제를 해결하기 위하여 클라우드 컴퓨팅 능력을 활용한다. 로봇에는 기본적인 전산 처리 능력이 내장되어 있으나 좀 더 고도의 기술이 필요하게 될 경우 이처럼 클라우드를 이용할 수 있다. 이 때 로봇은 기존 로봇 몸체에 내장되어 있는 기본 프로그램으로 인식한 주변 환경 데이터만을 클라우드로 보내고 클라우드 내부에서는 기본 자료를 바탕으로 더욱 세부적인 자료를 수집한다. 예를 들어 로봇이 주변 도로 상황을 파악하려고 할 때 구체적인 위성 맵과 로봇이 인지해야 할 상황적 특징 등의 방대한 자료들은 모두 클라우드에서 찾을 수 있으며 이로 인해 로봇의 효율적인 전산 처리가 가능하다. 이 밖에도 흔히 음성 인식이나 물체 인식 등의 전산 처리 과정에 클라우드 컴퓨팅 기술을 활용할 수 있다.
유형2. 클라우드 시스템으로부터 로봇의 플랫폼에 해당하는 여러 가지 제어 프로그램이나 컴포넌트, 그리고 콘텐츠와 같은 것을 다운로드 하는 로봇 유형을 말한다. 이 유형은 최근 대중화된 스마트폰의 애플리케이션과 비슷한 역할을 한다고 볼 수 있다. 즉, 클라우드 내부에는 특정 실행을 가능하게 하는 다양한 형태의 프로그램과 애플리케이션이 존재하기 때문에 스마트폰 유저들과 같이 로봇 역시 클라우드에서 직접 필요한 프로그램을 다운 받아 사용할 수 있다. 그리고 클라우드 로봇은 이렇게 다운로드한 프로그램을 통하여 양질의 서비스를 제공한다. 현재까지 이와 관련된 기술로는 Reusable Components and Applications등이 있다.
유형3. 이 유형은 클라우드 로봇과 주변 환경의 피드백을 포함하고 있는 유형이다. 클라우드 로봇은 자신이 동작하는 환경 안에서 다른 IT기기 등의 제품으로부터 받은 리소스를 스스로 자동 계산하고 파악한다. 그리고 얻게 된 새로운 정보와 서비스들을 클라우드 시스템에 직접 제공한다. 만약 IT기기와 같은 제품의 스펙이 변경되면 또다시 클라우드 로봇은 자동으로 이를 파악하고 클라우드에 제공한다. 클라우드 로봇은 자신이 제공할 수 있는 서비스를 재구성하는 것이다. 이러한 과정을 통해 클라우드 로봇은 끊임없이 발전된 형태로 주변 환경을 파악할 수 있으며 그로 인해 로봇이 제공할 수 있는 서비스의 범위와 그 질이 향상될 수 있다. 관련된 기술로는 Re-configuration과 Zero-configuration이 있고, 운용 환경의 변동을 파악하는 기술과 보안 이슈가 있다.

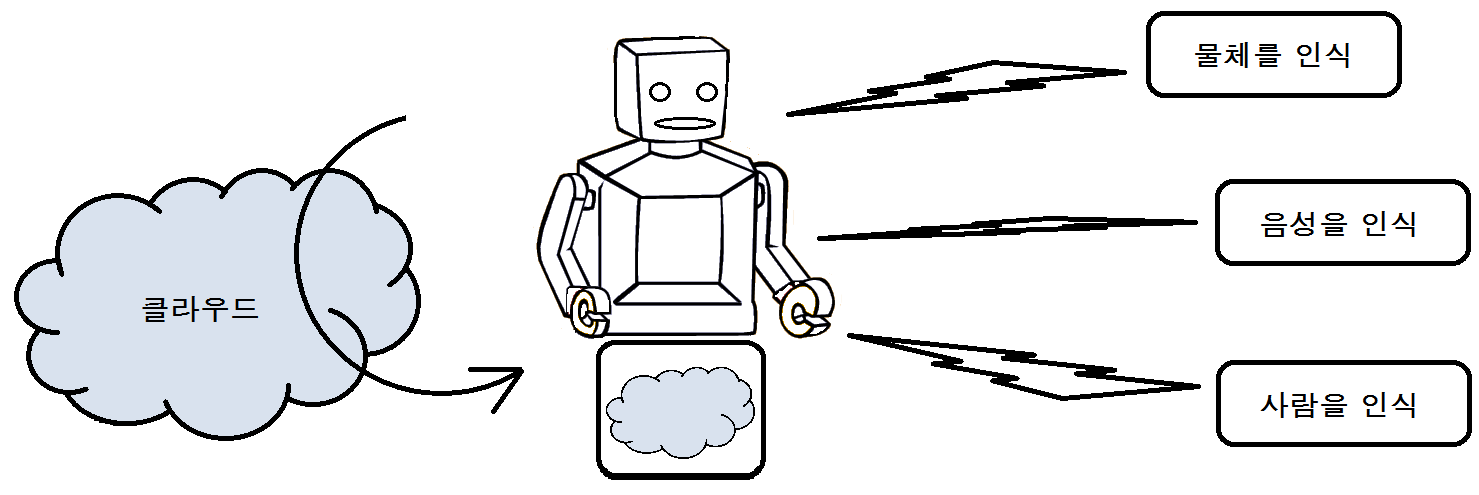
클라우드 로봇 유형1

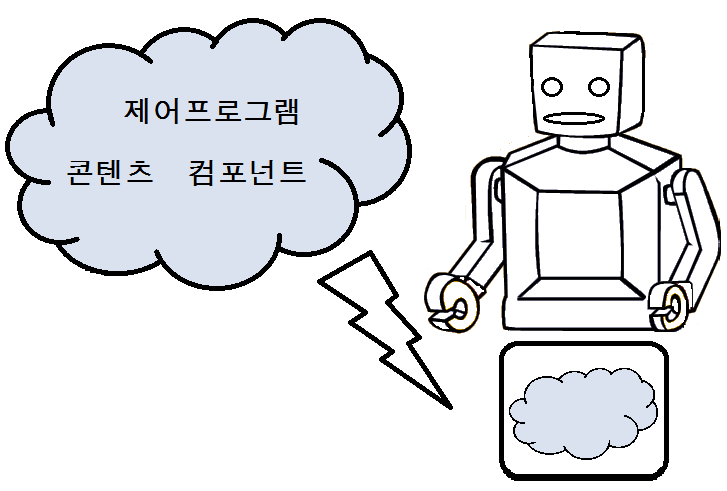
클라우드 로봇 유형2

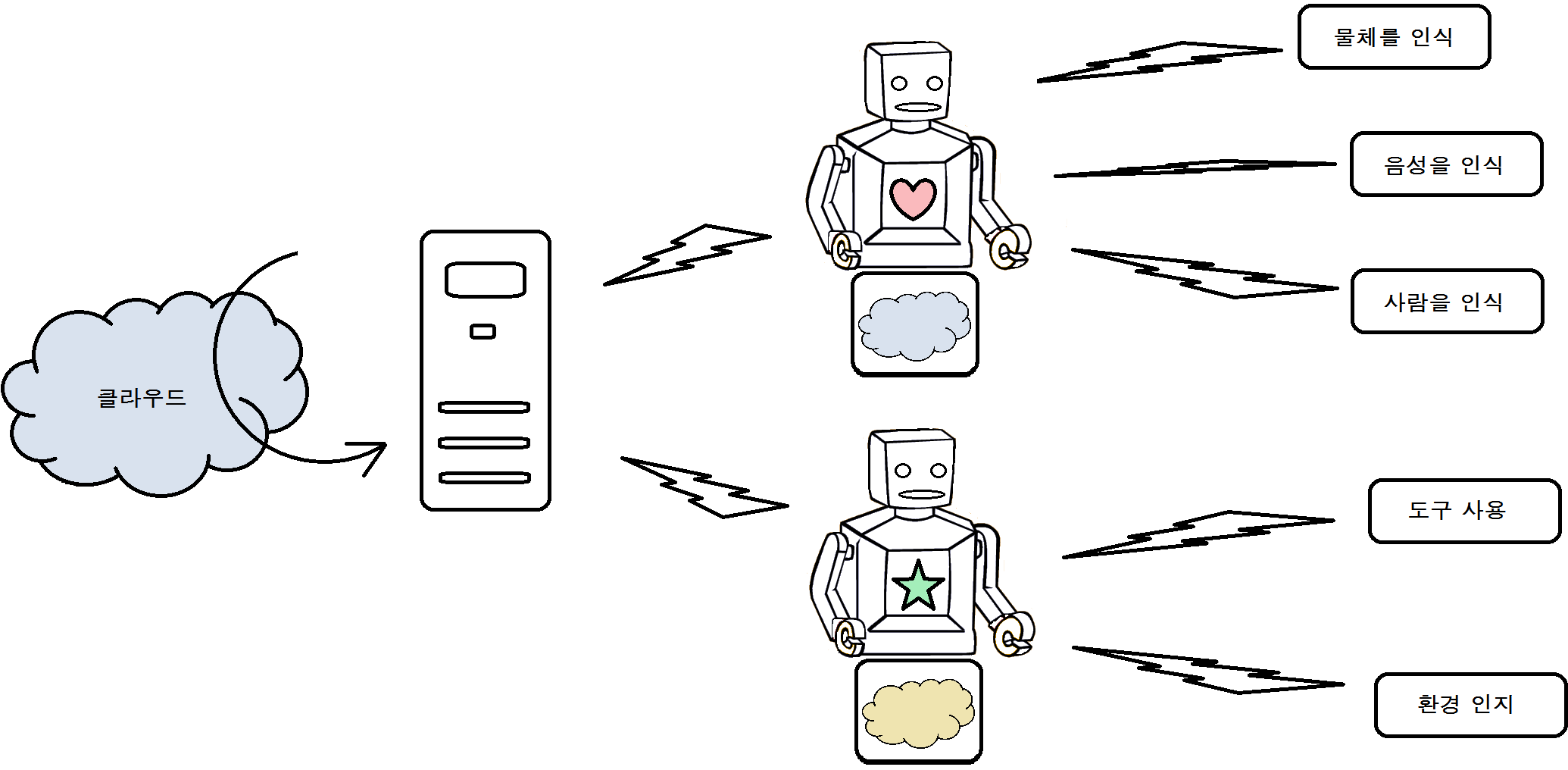
클라우드 로봇 유형3

## 클라우드 로봇의 작동 과정

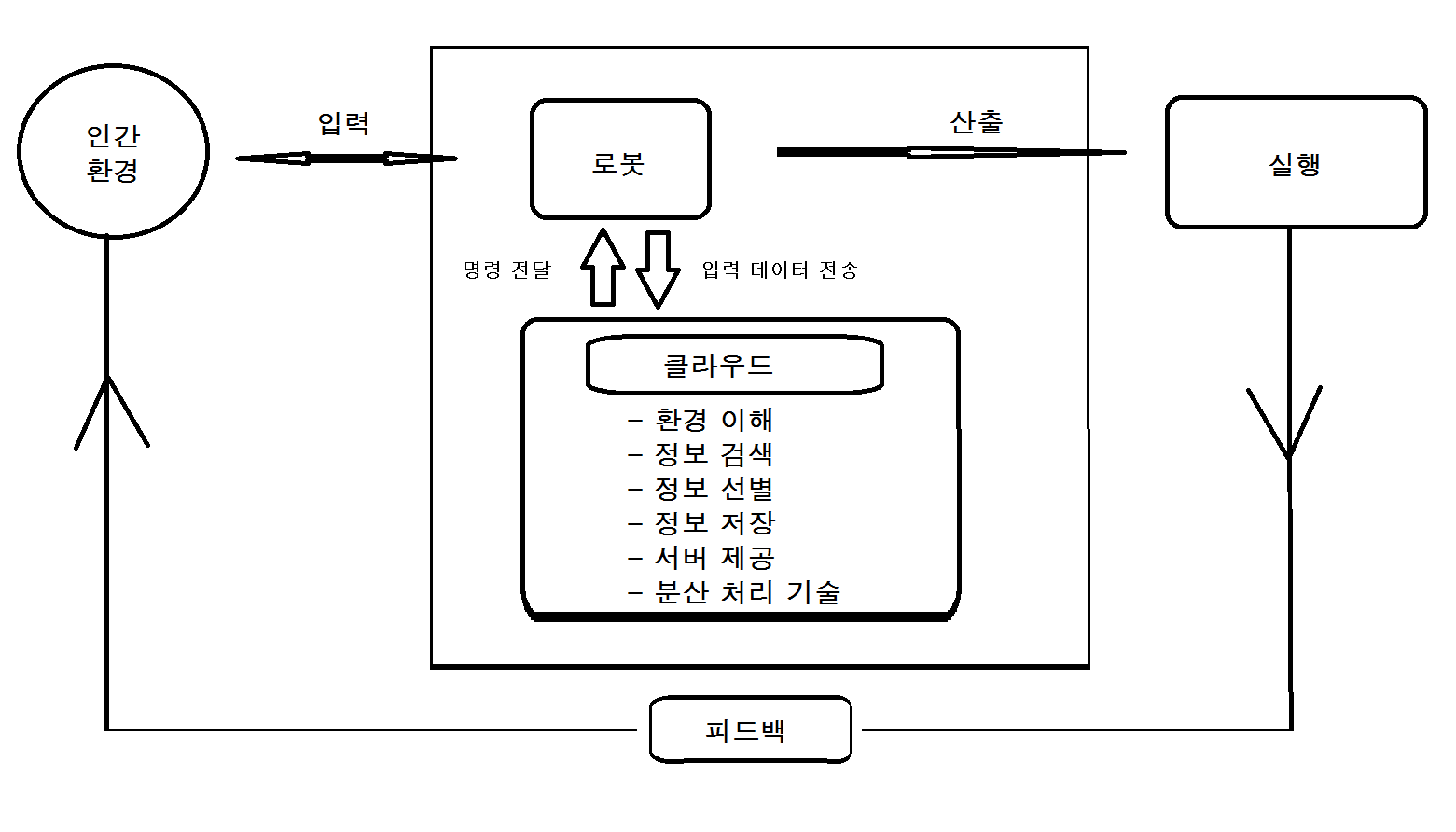
클라우드 로봇의 작동 과정

### 주변 환경 입력
기존 로봇은 모든 환경을 프로그래밍 해야 한다는 용량적 한계와 같은 물리적 한계가 따른다. 클라우드 로봇은 이러한 물리적 한계를 극복하기 위하여 가상의 저장 공간 클라우드를 사용한다. 따라서 로봇 몸체는 단지 주어진 환경을 감각적으로 인지하여 클라우드로 정보를 전송한다. 이때의 기능은 클라우드 컴퓨팅에서의 IaaS(Infrastructure as a Service)와 대응한다. IaaS는 하드웨어와 소프트웨어, 장비 등을 사용자에게 제공하면, 사용자는 이렇게 제공된 환경 속에서 소프트웨어를 작동시킬 수 있는 것이다.
마찬가지로 이를 클라우드 로봇에 적용시켜 보면, 로봇은 자신이 얻게 된 다양한 환경을 클라우드에 제공하여 클라우드가 제공받은 환경 속에서 소프트웨어를 작동시킬 수 있게 된다. 이 때 전송되는 정보에는 경로 데이터, 로봇위치 및 주변 객체 데이터, 환경 정보, 응용 컴포넌트 입력 데이터 및 응용 컴포넌트 성능 지표 등이 있다. 이 과정을 더욱 원활하게 하기 위해서는 현재 가지고 있는 컴포넌트보다 더욱 다양한 응용 서비스에서 활용될 수 있는 완성도 높은 ‘인간 로봇 상호 작용’HRI 등의 컴포넌트가 필요하며 주변의 다른 로봇이나 IT 기기로부터 받을 수 있는 정보를 최대한 활용할 수 있도록 도와주는 앱과 콘텐츠 개발이 이루어져야 한다.

### 클라우드와 연동하는 연산 체제

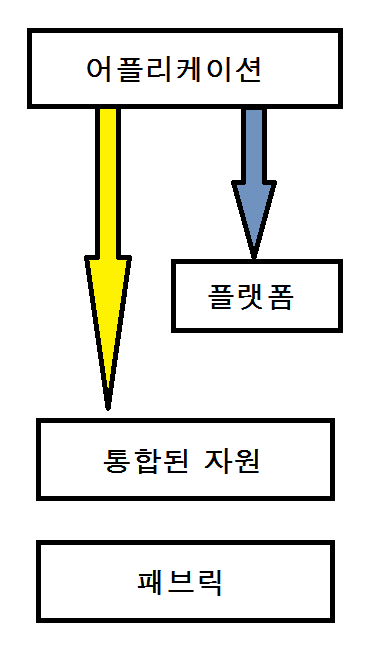
클라우드 아키텍처

로봇 몸체에 입력된 물리적 환경은 클라우드로 전송되어 일련의 연산과정을 거친다. 먼저, 클라우드에 저장된 방대한 정보를 활용하여 입력된 환경을 정확히 판단한다. 판단에 따른 주어진 과제를 해결하기 위하여 이에 맞는 정보를 검색하고 선별적으로 정보를 추출해 낸다. 여기에서 그리드 컴퓨팅과 구분된다. 그리드 컴퓨팅은 인터넷에 분산되어 존재하는 자원들을 가상으로 존재하는 슈퍼 컴퓨터와 같이 사용하였다면, 클라우드 컴퓨팅 기술은 서비스를 제공해준 사람의 서버 네트워크를 사용한다. 추출한 정보를 바탕으로 실행하여야 하는 명령을 구성하고 이를 로봇 몸체에 전송한다.
이 모든 과정은 클라우드에서 제공하는 많은 서버를 통하여 분산되어 처리되기 때문에 기존 로봇의 처리 과정보다 빠른 속도로 과업을 해결한다. 이러한 클라우드 내부의 구체적인 과정은 클라우드 아키텍처로 설명된다. 클라우드 아키텍처는 여러 버전이 있을 수 있으나 주로 4계층으로 구성된 구조다.
최하위 계층의 패브릭 구조는 계산, 저장, 네트워크 등의 기본 자원을 포함하고 있는 로봇의 물리적인 하드웨어 부분이다. 이처럼 분산된 물리적인 자원들을 하나의 통합된 자원으로 만들기 위해서는 가상화 작업이 요구된다. 즉, 운영체제가 컴퓨팅 시스템의 물리적인 자원을 인식하지 못하고 단순히 하드웨어 플랫폼을 여러 개의 논리적 단위로 나누어 인식할 수 있도록 하는 가상화 작업을 통해 패브릭 계층은 통합된 하나의 자원 모음이 된다. 이는 기본 자원들을 더욱 유연하고 높은 유연성을 갖도록 만들기 때문에 자원의 이용에 긍정적 영향을 미친다. 이 자원 모음을 바탕으로 ‘웹 호스팅 환경’ 등의 자원을 덧씌우고 나면 통합된 자원 계층에는 정리된 논리적 파일 시스템이나 데이터베이스 시스템 등의 자원이 포함되며 이 자원들은 상위 계층으로 제공될 수 있다. 통합된 자원 계층에 또다른 영향을 미치는 플랫폼 계층은 특화된 도구나 미들웨이 서비스 등을 통합된 자원 위에 추가하는 역할을 하며 애플리케이션 계층은 클라우드 내에서 수행되는 모든 애플리케이션을 지칭한다. 이러한 클라우드 내의 과정 속에서 데이터센터 내의 자원들은 효율적으로 관리되고 신속하게 제공, 배치, 구성되어 정확하고 선별된 데이터를 다시 로봇으로 전달하여 로봇의 실행을 유도하는 것이다.

### 실행
클라우드에서 전송된 명령을 로봇 몸체가 실행한다. 산출된 결과는 로봇이 인지할 수 있는 또다른 환경이 되고 로봇은 위의 연산 체제를 반복함으로써 새로운 과업을 끊임없이 수행할 수 있다. 이를 통해 로봇은 더욱 복잡한 환경과의 상호작용이 가능하다. 이 때 클라우드 로봇은 클라우드 컴퓨팅의 SaaS(Software as a Service)과 대응하는 기능을 한다. SaaS는 사용자가 인터넷을 통해서 어떤 특정 소프트웨어를 사용할 수 있도록 하는 기능인데 클라우드 로봇 역시 웹 접속으로 연결된 클라우드에서 로봇이 어떤 소프트웨어를 사용할 수 있도록 하는 원리다. 클라우드는 로봇에게 로봇 응용 컴포넌트나 응용 컴포넌트의 수행 결과, 실내외 지도와 같은 데이터, 혹은 주행 경로, 환경 인식 결과, 음성 인식 및 TTS 서비스 등의 정보를 로봇에게 제공하고 로봇은 이를 실행할 수 있기 때문에 로봇이 클라우드로부터 서비스를 받는다고 말할 수 있다.
클라우드 서비스가 더욱 확장되어 사용되기 위해서는 다양한 플랫폼의 구축이 필수적이다. 플랫폼은 응용 프로그램이 실행되기 위한 기초 시스템으로써 종전에는 하나의 응용 프로그램이 하나의 플랫폼에서만 맞게 실행되었다면 이제는 다양한 응용 프로그램이 다양한 플랫폼에서 실행될 수 있게 되었다. 즉, 클라우드 로봇은 R-PaaS (Robot Platform as a Service)로써 로봇 작동 실행에 관련한 모든 복잡한 알고리즘, 시스템 등을 클라우드에서 제공받는다. 로봇 설계의 전 과정은 클라우드에 저장되고, 로봇은 하나의 플랫폼으로써 이를 각 상황의 작동에 맞게 제공 받아 실행할 뿐이다. 따라서 하나의 로봇으로 보다 복잡한 환경의 동작이 가능해진다.

## 클라우드 로봇의 발전과 진행

### 연원
2000년 도쿄대 교수가 제기한 “Remote-Brained Robots"의 개념이 최초의 클라우드 로봇 아이디어로 여겨진다. 하드웨어와 소프트웨어를 분리시킨 이 새로운 개념은 센서나 모터 등의 간단한 하드웨어로 구성된 로봇이 원격에서 제공되는 소프트웨어를 통해 구동될 수 있다는 가능성을 제기했다. 2010년 제임스 커프너가 기존의 로봇의 발전과정을 토대로 클라우드 컴퓨팅과 로봇기술결합의 가능성을 처음 제기하면서 ‘클라우드 로봇’이라는 명칭을 제시했다. 후에 스티븐 커진스가 그 개념을 “로봇은 더 이상 섬이 아니다.” 라고 그 개념을 요약했고 그 후 클라우드 로봇이라는 기술은 본격적으로 연구되기 시작했다. 2011년 5월 구글은 구글 I/O 컨퍼런스에서 '클라우드 로보틱스'의 개념 및 구현, 향후 진화 방향에 대해서 발표했다. 그리고 10월의 IEEE IROS에서도 하드웨어 관련 발표가 주류를 이루었던 업계 세션에서 '클라우드 로보틱스'를 소개했다.

### 연구 현황

#### 해외
구글의 무인차량 ‘프리봇’
2010년 구글은 무인 차량의 주행 제어를 위해 구글의 클라우드 서비스인 구글맵을 활용했다. ‘2007 Urban Challenge’를 우승한 CMU의 크리스 엄슨, ‘2005 Grand Challenge’를 우승한 스탠포드의 마이크 몬테멀로와 ‘DARPA Grand Challenge’에서 세계최초로 자율주행 모터사이클을 만들어 참가했던 안토니 레만도우스키의 협업으로, 기존의 구글사의 자동운전 자동차 프리우스를 개조하여 무인차량(Pribot)을 제작하는데 성공했다.
로보어스(RoboEarth)
유럽연합은 2006년 제7차 연구개발 기본계획(FP7)의 일환으로 로봇 협업 과제 수행 중 로봇들이 정보를 공유하고 행동과 환경에 대하여 서로 배우는 것에 대한 네트워크이며 DB 리포지토리(Repository), 즉, 로봇용 클라우드를 구축하여 관련 정보를 찾아 배우게 하는 시스템을 설개했다. 즉, 로봇 운영체제 ROS를 기반으로 개발하지만, HW 추 H상화 계층을 도입 하여 컴포넌트 개발, 이 컴퓨턴트가 관련 DB에 접속하여 원하는 정보를 얻는 구조이다.
로봇 클라우딩 컴퓨터 프레임워크 DAvinCi
2010년 싱가포르 국가 조사 및 개발 단체인 DSI(Data Storage Institute) A*STAR에서 로봇의 클라우드 컴퓨팅을 위한 프레임워크인 DAvinCi를 개발하고 로봇의 Fast SLAM기능을 클라우드에서 구현하는 것에 성공했다.
다목적 로봇 ‘PR2’ (윌로 개러지)

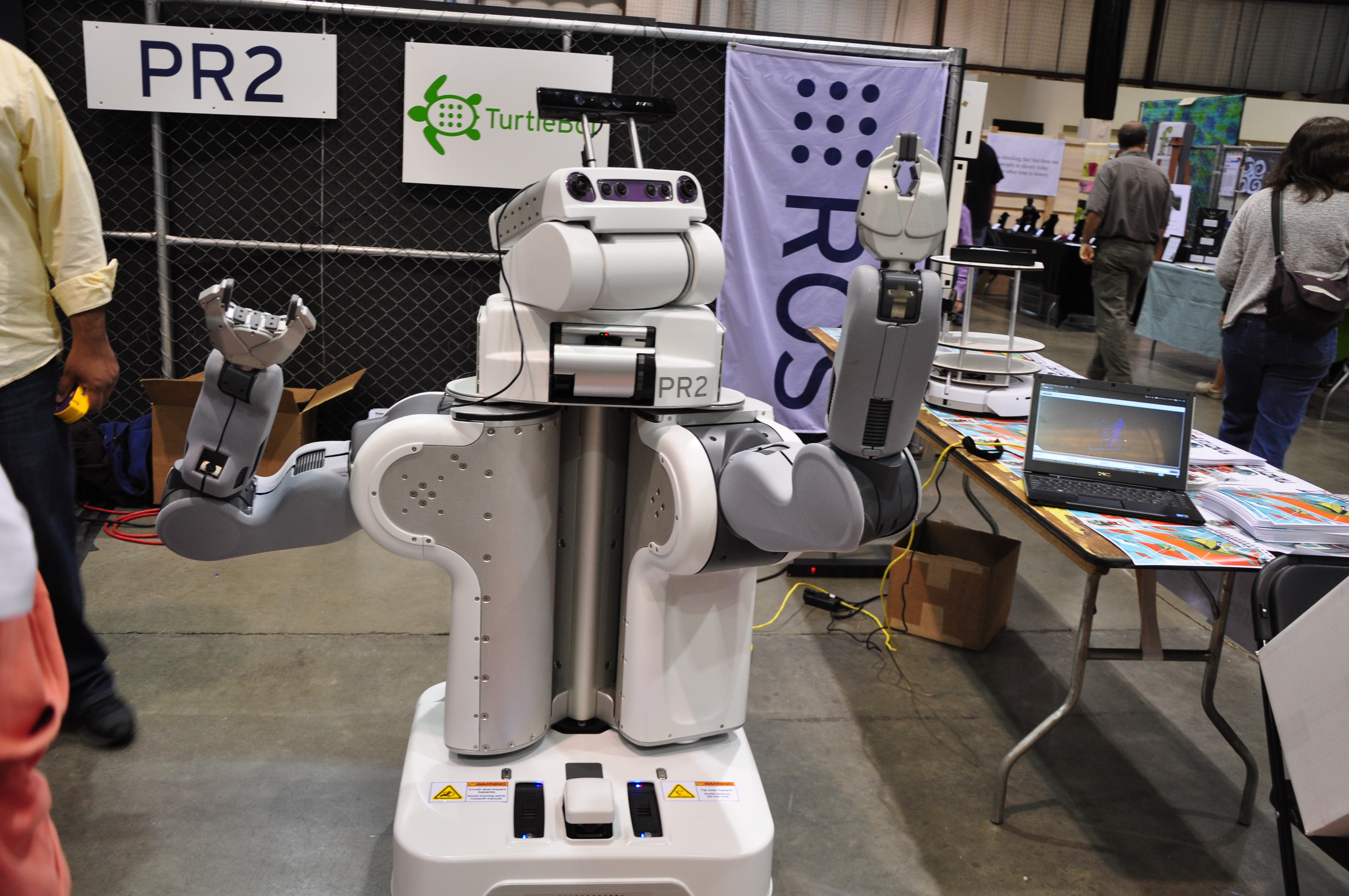
PR2 at Maker Faire

빨래 개는 로봇으로 유명한 ‘PR2’는 가장 많이 사용되는 ROS(로봇 오퍼레이팅 시스템)를 개발한 로봇 전문 회사 ‘윌로 개러지’에서 만들어졌다. 2011년 5월부터 구글의 투자를 받은 윌로 개러지는 클라우드 활용 로봇인 ‘PR2’를 개발하여, 클라우드 로봇 기술을 공유하는 것을 목적으로 MIT와 뮌헨 공학 대학 등 세계적으로 최고 수준의 로봇 연구실 20곳에 무료 제공했다. 윌로 개러지는 기존의 OS와는 차별되는 개방형 운영체제를 도입시켰는데 이로 인해 발전이 가속되었다고 볼 수 있다. 현재 PR2는 단순히 빨래 개는 동작에서 그치지 않고 식사 차리기, 포켓볼 치기 등 입력되지 않은 다양한 동작들을 스스로 하는 단계까지 발전했으며, 앞으로 범용 로봇 하드웨어 기술을 통한 퍼스널 로봇의 시대를 열 것으로 추정된다.
아이로봇(iRobot)
아이로봇사는 구글과 함께 안드로이드 기반의 로봇 앱 플랫폼인 Ava를 준비 중이다. Ava에는 2대의 2D/3D 카메라를 비롯하여 스캐닝 레이저, 초음파 변화기, 접촉인지 범퍼 등의 센서들이 탑재되어, 음성 인식 기능이 없는 로봇 플랫폼이 음성인식 클라우드 서비스를 통해 사용자 명령을 인식하고, 카메라를 통한 영상을 통해 동작 환경에 대한 인식 및 작업 판단을 할 수 있다. 즉, 통상 로봇이 사람과 생활 공간을 공유하며 서비스를 제공할 때 혼자의 힘으로 환경을 이해하고 사람의 의도를 파악해 주어진 작업을 수행하기에는 능력의 한계가 있다. 음성인식, 영상인식 등 고성능의 컴퓨팅 파워가 요구 되는 처리를 클라우드 서비스를 기반으로 구동하는 방식이다. 예를 들어 로봇이 얼굴 영상을 통해 서비스 제공 대상을 찾는다고 할 때 누군가를 알아보기 위해 방대한 각종 얼굴 데이터베이스를 뒤져야 하는데 보통 로봇이 가지고 있는 자체 자원만으로는 턱없이 부족하게 된다. 이 경우 대용량 서버와 가장 잘 나온 영상을 가진 주변 카메라를 활용하면 더욱 신속하고 정확하게 대상을 찾아 더 나은 서비스를 제공할 수 있게 된다.
시리(Siri)
애플의 음성인식 서비스로 iOS용 개인 단말 응용 소프트웨어이다. 사용자가 음성으로 명령하면 연락처나 개인 일정 등을 알려주고, 웹상에서 검색 내용을 바탕으로 날씨나 주가 등 사용자 질문에 대한 답변을 음성으로 제공하는 서비스이다. 이러한 질의응답 시스템은 그 연원을 유닉스용 문서편집기 이맥스에 탑재된 엘리자(Eliza)에서 찾아볼 수 있으며 단순한 원리와 규칙에 따라 단순하게 대답만 하는 인공지능이 아닌 능동적 해결 과정을 갖는다는 점에서 구별된다. 시리의 기능은 엔진 검색과 더불어 클라우드 스토리지에 축적된 정보를 통해 이루어지며, 이런 점에서 로봇의 형태는 갖추고 있지 않지만 초기 클라우드 로봇의 기본 아키텍처와 유사한 방식으로 작동한다고 볼 수 있다.

#### 대한민국
URC(Ubiquitous Robotic Companion)
지능형 서비스 로봇으로 언제 어디서나 사용자와 함께 하며 사용자에게 필요한 각종 IT(정보기술) 서비스를 제공하는 로봇을 의미한다. 기존의 로봇 개념에 네트워크를 활용하는 URC 과제를 추진하면서 클라우드 로봇의 개념을 일부 사용한 것으로 서버를 이용해 센서와 IT 기기와 로봇들이 연동되도록 제어되고 서버의 컴퓨팅 능력을 빌려서 사용된다는 점이 유사하다. 단, 클라우드 로봇에 있는 컴포넌트 혹은 앱을 다운로드 받아서 수행하거나 로봇의 데이터를 저장하는 기능 등은 없으므로 제한적인 클라우드 로봇 개념을 구현한다.
OPRoS(Open Platform for Robotic Services)
로봇의 주요기능을 구현하는 응용 소프트웨어인 컴포넌트를 구성, 편집, 다운로드하여 실시간으로 실행시키는 일련의 로봇 소프트 웨어 개발 스위트(Suite) 개발을 목표로 한다. 온라인 컴포넌트 스토어에서 웹을 통해 검증 받은 컴포넌트를 다운로드 하거나 컴퓨팅 파워를 사용한다. 서버의 컴퓨팅 인프라를 활용하고, 데이터와 정보의 저장 및 재사용을 고려하지 않았다는 점에서, 클라우드 로봇의 개념을 부분적으로 활용했다고 볼 수 있다.

## 클라우드 로봇의 가치

### 가상화에 따른 연결성
클라우드 컴퓨팅의 가장 큰 가치 중 하나는 가상화이다. 사용자의 정보가 특정 기기에만 저장되는 것이 아니라 가상의 공간(클라우드)에 저장됨으로써 장소나 기기에 구애 받지 않고 동시에 여러 장소에서 많은 사람들이 정보를 공유할 수 있다. 이는 사용자의 경험이 여라 기기에서 동일하게 구현됨으로써 그들 간의 연결성을 긴밀하고도 유용하게 만든다.
클라우드 로봇 역시 가상공간에 저장된 명령들을 몸체인 로봇인 실행함으로써 서로 다른 지역의 제조 로봇들이 동시에 같은 명령을 수행할 수 있는 것과 같이 효율성과 함께 로봇 활동 간의 연결성을 갖출 수 있게 된다. 또한 산업별 혹은 지역별로 사용되는 로봇들이 서버를 함께 공유할 수 있기 때문에 중앙 집권적으로 로봇을 관리할 수 있다. 서버를 공유하고 콘텐츠를 같이 올리고 사용할 수 있기 때문에 하드웨어인 로봇의 몸체는 어디 있든 중앙에서 장애가 발생했을 때 손쉽게 관리 할 수 있어 관리비용에 있어서도 절약 효과를 얻을 수 있다.

### 목적에 맞는 외형
기존 로봇은 로봇 자체에 모든 프로그래밍이 되어 있다면 클라우드 로봇은 프로그래밍을 하는 부분인 인간의 두뇌 부분을 몸통에서 분리할 수 있다. 정보를 인터넷 서버에 올려 놓고, 로봇은 자신이 실행해야 하는 알맞은 정보를 제공받아 실행하는 기능만을 담고 있는 것이다. 전자레인지가 인터넷 서버에 올라와 있는 조리법을 보고 몇 분 데울지를 결정하고 전자레인지 자체는 데우는 작동만을 하는 것이다. 이는 로봇이 물리적, 물질적 한계에서 벗어나 각자의 소프트웨어의 목적에 맞게 만들어질 수 있음을 시사한다. 게다가 현재의 로봇은 각각의 목적에 맞게 그에 맞는 콘텐츠를 모두 각자 따로 개발하여 탑재하여야 했는데, 클라우드 로봇은 이와 같은 부분을 절약할 수 있다.
즉, 각각의 외형만을 개발하면 모두의 콘텐츠를 서버에 저장하여 공유하기 때문에 이와 같은 부분의 연구비 절감 효과를 얻을 수 있다. 또한 기존에 개발된 콘텐츠들도 서버에 저장함으로써 새로운 것과 기존의 것 모두를 계속해서 활용할 수 있다.

### 목적에 맞는 섬세한 움직임
클라우드 로봇 역시 인간의 신체적 한계를 극복할 수 있도록 각각의 목적에 맞도록 그 기기 부분인 로봇의 움직임이 목적에 맞게 최적화 되어 발달하고 있다. 중요한 것은 기존 로봇들의 움직임을 최적화하면서 그 움직임의 섬세한 부분의 프로그래밍까지 로봇 기기에 설치하기에는 용량 등과 같은 한계로 인해 불가능했는데, 클라우드 로봇은 가상의 저장 공간을 사용함으로써 이러한 한계를 극복할 수 있다는 것이다.
현재 병원에서 수술에 가장 많이 사용되는 다빈치Si(Da vinci Si)는 인간의 손보다 정교한 움직임이 가능하여 보다 세말한 수술에 인간의 손 대신에 사용된다. 인간의 관절 꺾임 정도로 닿을 수 없는 부분에도 다빈치Si는 닿을 수 있다. Bebonic3는 로봇의 세밀한 힘 조절 능력을 실현시킨 모델로 달걀을 깨뜨리지 않고 잡아서 원하는 곳에 깨뜨릴 수 있다. 또한 사용자가 움직이고자 하는 손가락을 선택하여 개별적으로 움직임의 강도도 조절하여 움직일 수 있다. 이와 같은 로봇의 움직임의 명령이 가상 공간에 무한으로 저장됨으로써 모든 물체에 대한 각각의 프로그래밍없이도 로봇은 그 움직임을 실행할 수 있게 되는 것이다.

## 클라우드 로봇 연구의 해결과제

### 고사양의정보처리능력
IBM사의 슈퍼컴퓨터 왓슨과 같이 16테라바이트 이상의 고사양의 메모리는 현재 보편적으로 일반 소비자에게 공급되기 어렵다. 또한 메모리가 충족된다 하더라도 클라우드 로봇이 실행되기 위해서는 정교한 프로세스 설계가 완성되어야 한다. 인간과 로봇의 대화가 컴퓨터 언어나 정제된 형태의 명령어가 아닌 일상 생활에서 무리 없이 사용 가능한 자연어로 이루어져야 한다는 과제 또한 해결이 필요하다. IBM사의 슈퍼컴퓨터 왓슨은 자연어 형태의 질문을 받고 복잡한 알고리즘과 평점법과 랭킹법 등을 사용하여 자연어 형태로 대답을 한다. 고사양의 메모리와 많은 시행착오를 거치고 설계된 프로그래밍을 통해서도 현재 컴퓨터 스스로 자연어 질문에 있어 오답을 낸다. 기계어와 달리 비유적 표현, 농담 등이 존재하는 자연어를 처리하는 것에 많은 연구와 개발이 필요하다.
클라우드 로봇의 언어 인식 능력과 정보 수집 능력은 클라우드 로봇의 품질을 담당한다. 정보 처리 능력에 대한 연구에 로봇 언어 전문가 뿐만 아니라 언어 전문가와 아동 발달 전문가 등이 참여하여 진행하고 있다. 현재 자연어 처리가 가능한 애플 사의 시리는 여러 국가의 사용자들의 언어를 인식하고 대답하는 프로그램으로 애플사의 하드웨어에 설치되어 있다. 클라우드 시스템 또한 결점 없는 음성 인식을 위하여 방대한 사용자들의 경험과 프로그램의 수정이 요구된다.

### 클라우드의 용량
클라우드 로봇이 접근할 수 있는 클라우드 상에 세계의 방대한 정보량이 탑재되어야 하는데 현재의 클라우드 시스템은 개인별로 파일 저장 수준의 용량을 제공한다. 아마존에서 제공하는 개인 클라우드 공간의 최대 용량은 1,000기가바이트이다. 구글에서 비용을 지불하면 클라우드 시스템에 CPU 기능을 제공해 준다. 클라우드 로봇의 실행 메모리와 CPU를 담당하기에는 너무나도 부족한 용량이므로 하나의 거대한 클라우드에서 정보를 취하는 형태로의 발전을 위해서는 대기업의 지원이 필요하다.
개인형 클라우드로 기업이 소유하고 대여하는 형태가 아닌 퍼블릭 클라우드, 혹은 더 나아가서 하이브리드 클라우드로 IBM과 같은 블루 클라우드 사업이 지원되어야 한다. 구글 앱 엔진이 나타내고자 하는 특별한 목적의 클라우드(Special purpose clouds)로 IaaS 클라우드에 PaaS 클라우드가 광범위하게 활용되고 소비자가 사용 가능하여 Normal 클라우드 시스템 확장을 목표로 한다.

### 움직임 실행 능력 개발
클라우드 로봇은 소비자의 어떤 요구에 따라 움직임을 통하여 실행할 수 있어야 한다. 요리에 최적화된 클라우드 로봇은 달걀과 같이 섬세하게 다뤄져야 하는 재료들을 잡을 수 있다. 클라우드 로봇이 여러 가지 목적에 따라 움직일 수 있도록 하기 위해서는 기계가 원하는 목적에 맞게 자유롭게 움직일 수 있게끔 하는 개발이 필요하다. 다빈치Si나 bebionic3와 같이 섬세하게 움직이는 것을 수행할 수 있게끔 하는 연구가 계속해서 진행되고 클라우드 로봇이 명령을 받을 수 있는 시스템으로 만들어야 한다.
움직임에 이어 복합감각적인 일들을 수행해내기 위해서 촉감과 같은 감각적인 자극을 인지하는 능력 개발을 참고해야 한다. 촉감에 대한 반응을 전달하는 원격으로 조작이 가능한 로봇이 개발되었다. 텔레이그지스턴스라는 개념을 도입하여 로봇의 손가락 끝에 압력과 미세 진동, 그리고 온도를 측정할 수 있는 촉각 센서를 부착하였다. 이 시스템이 의료 수술에 적용되면 의사가 로봇을 통해 원격으로 수술을 하다가 느끼기 어려운 인체의 촉감을 원격으로 느낄 수 있게 된다.

### 클라우드 시스템의보안혹은오류
클라우드 로봇이 클라우드 컴퓨팅을 통하여 움직임에 대한 명령을 받아올 때 클라우드 시스템이 보안에 취약하거나 서버의 판단이 잘못되면 로봇의 움직임이 사용자가 원하는 방향으로 제어되지 않는다. 클라우드 컴퓨팅에서 나타난 오류들에는 2008년 8월 11일 구글의 gmail 서비스가 오류로 인하여 2시간동안 중단이 되었고, 2008년 7월 20일에는 아마존의 S3 서비스 오류로 8시간동안 중단이 됐었다. 아직 보안에 취약한 클라우드 컴퓨팅은 보안에 대한 연구를 계속하고 있다. 접근 권한을 분리하여 안전한 클라우드 비즈니스를 연구하고 있다.
Gartner도 클라우드 컴퓨팅의 보안 이슈에 대하여 클라우드 시스템에 접근이 가능한 관리자를 어떻게 믿고 관리할 것인지에 대하여 질문을 던졌다. 또한 클라우드 로봇이 명령을 받아내는 클라우드 저장이 실제로 어느 국가의 어느 위치에 저장되고 있는지 관리할 필요가 있다고 하였다. 또한 클라우드 시스템에서 오류로 인하여 삭제했던 부분을 다시 복원하고 싶을 때 복원 기능이 제대로 갖추어 지는지 질문하였다. 그리고 만일 클라우드 컴퓨팅 업체가 파산하였을 경우 사용자의 데이터에 대하여 어떻게 보장이 되는지도 중요하다고 말한다. 클라우드 컴퓨팅을 통하여 실행되는 클라우드 로봇이기 때문에 클라우드 컴퓨팅의 보안 관리가 곧 클라우드 로봇의 모든 판단과 수행을 담당한다.

### 인터넷 접속 유지
클라우드 로봇은 클라우드에 로봇이 연결되어 있을 때 그 기능을 다할 수 있으므로 항상 인터넷 접속을 전제로 해야 한다는 점에 대한 제약이 있다. 따라서 위치상 인터넷 접속이 불가능한 지역일 경우 클라우드 로봇 서비스 제한에 따른 불편함이 있기 때문에 지역 불평등의 문제를 야기할 수 있다.
이러한 한계를 보완하기 위해서는 인터넷 접속 경로를 다양화하는 다중 접속 서비스나 오프라인 상태에서의 구동을 가능하게 하는 로컬시스템 연동 등의 대안이 필요하다. 이는 로봇이 인터넷 접속이 불가능한 상황에 처했을 때에도 기본적으로 내장 되어 있는 동작 기능을 통해 서비스를 제공할 수 있도록 하는 것이며, 연결이 재개될 수 있는 상황에는 로봇이 스스로를 동기화하여 다시 원활하게 작동할 수 있는 로컬 시스템 연동기능이 마련되어야 한다는 것이다.

### 클라우드 로봇 체계 표준화
현재 클라우드 로봇 산업은 다른 컴퓨팅 산업들과 다르게 공통적인 인터페이스나 로봇 간의 통신 표준을 가지고 있지 않다. 운영체제 역시 윈도우, 리눅스, RTOS, 안드로이드 등 각각 다양한 운영체제를 사용하고 있기 때문에 기술 개발이 더뎌지고 있다.
따라서 로봇 산업 기술의 촉진과 로봇 소프트웨어 마켓의 활성화를 위해서는 운영 체계뿐만 아니라 로봇 앱, 공통 인터페이스와 통신 표준 등을 표준화할 필요가 있다. 현재까지로는 한국의 OPRoS(Open Platform for Robotics Services)나 미국의 ROS (Robot Operation System)등의 로봇 SW 프레임 워크 VWNS이 있으며 응용 프로그램의 인터페이스는 RoIS(Robot Interaction Service)와 RLS(Robot Localization Service)등의 표준이 있지만 역시 아직 발달 단계에 머무르고 있으므로 더욱 확산된 공통의 인프라를 구축하고 이를 표준화, 글로벌화 할 필요가 있다.

## 참고 문헌
- 이상무, 클라우드 로보틱스 현황과 발전방향, 2011[쪽 번호 필요]
- 네이버 지식 백과, https://terms.naver.com/entry.nhn?cid=2626&docId=1528734&mobile&categoryId=2626
- 손경호 기자, “로봇용 OS가지고 누구나 로봇 만드는 시대“, 제이디넷 코리아, 2011.11.28, http://www.zdnet.co.kr/news/news_view.asp?artice_id=20111128180937&type=det
- 김지선 기자, "국내 기술 '클라우드 로봇' 연내 상용화", 디지털 타임스, 2012.02.06, http://www.dt.co.kr/contents.html?article_no=2012020702011160746004
- http://goldberg.berkeley.edu/cloud-robotics/
- http://www.scribd.com/doc/47486324/Cloud-Enabled-Robots
- 정구민 기자, "로봇 콘텐츠 & 클라우드 로보틱스", 아이뉴스 24, 2012.02.19, http://opinion.inews24.com/php/news_view.php?g_menu=041700&g_serial=637195
- 이영완 기자, "인터넷 검색하는 똑똑한 로봇... 장 보고 밥도 차려줘", 조선비즈, 2011.08.16, http://biz.chosun.com/site/data/html_dir/2011/08/15/2011081501389.html
- 안병욱, 로봇을 향한 열정, 일본 애니메이션: 아톰에서 에반게리온까지, 2009, 살림출판사[쪽 번호 필요]
- 게이비 우드, 살아있는 인형: 인공 생명의 창조, 그 욕망에 관한 이야기, 2004, 이제북스[쪽 번호 필요]
- 도지마 와코, 로봇의 시대, 2002, 사이언스북스[쪽 번호 필요]
- 심영철, 클라우드 컴퓨팅의 기술 동향과 가상화 기반 관리 기술[쪽 번호 필요]

## 같이 보기
- 병렬 컴퓨팅
- 분산 컴퓨팅
- 그리드 컴퓨팅
- IaaS
- PaaS
- SaaS
- 컴퓨터 아키텍처
- 자동 추론
- 전산언어학
- 진화 연산
- 자연 언어 처리
- 로봇학